# Ukit Took’
Ukit Took’ – władca Copán. Wstąpił na tron w 822 roku.